# Республіканський спортивний комплекс «Локомотив»
Республіканський спортивний комплекс «Локомотив» — багатофункціональний стадіон у місті Сімферополь. Відкритий у 1967 році і реконструйований у 2004 році. Вміщує 20000 глядачів. Був домашнім стадіоном СК «Таврія» до її розформування в 2014 році в зв'язку з анексією Криму Росією.

## Міжнародні матчі

### Жіноча збірна України
| Дата       | Турнір            | Господарі | Гості     | Рахунок | Голи      |
| ---------- | ----------------- | --------- | --------- | ------- | --------- |
| 10-04-2004 | Відбір до ЧЄ 2005 | Україна   | Шотландія | 1-0     | Дятел 89' |